# Mariya Stadnik
Mariya Stadnik (Lviv, 1988. december 3. –), eredeti ukrán nevén Marija Vaszilivna Sztadnik (ukránul: Марія Василівна Стадник) ukrán származású azeri szabadfogású női birkózó. A 2018-as birkózó-világbajnokságon a döntőbe jutott 50 kg-os súlycsoportban. Kétszeres olimpiai ezüstérmes és egyszeres olimpiai bronzérmes. 2009-ben szerezte világbajnoki címét 48 kg-ban. Három világbajnoki ezüst és egy világbajnoki bronzérem birtokosa. Az Európai Játékokon aranyérmet szerzett 2015-ben. Az Iszlám Szolidaritási Játékokon aranyérmes lett 2017-ben. Hétszeres Európa-bajnok birkózó.

## Sportpályafutása
A 2018-as birkózó-világbajnokságon az 50 kg-osok súlycsoportjában megrendezett döntő során a japán Szuszaki Jui volt az ellenfele.